# Phyllarthrius
Phyllarthrius is een kevergeslacht uit de familie van de boktorren (Cerambycidae). De wetenschappelijke naam van het geslacht werd voor het eerst geldig gepubliceerd in 1843 door Hope.

## Soorten
Phyllarthrius omvat de volgende soorten:
- Phyllarthrius africanus Hope, 1843
- Phyllarthrius unicolor Hope, 1843